# Testi
Segons la mitologia grega, Testi (en grec antic: Θέστιος, llatí: Thestĭus) va ser un rei de Pleuró, a Etòlia, i era fill d'Agènor i Epicasta, o bé d'Ares i de Demonice.
Es casà amb Deidamia, filla de Perieres, o bé amb Eurítemis o Laofonte (la filla de Pleuró), i tingué nombrosos fills, entre els quals s'esmenten Hipermnestra, Leda, Evip, Plexip, Eurípil, Toxeu i Altea, la mare de Melèagre. Els oncles de Melèagre, de vegades anomenats testíades, van ser morts pel seu nebot durant la cacera del senglar de Calidó, després de barallar-se per les despulles de la fera.